# Portstewart FC
Portstewart FC is een Noord-Ierse voetbalclub uit Portstewart. In 2006 werd de club kampioen van de Second Division (derde klasse). In 2008 werd de club laatste en kreeg geen licentie voor seizoen 2008/09. Na één seizoen promoveerde de club opnieuw naar de tweede klasse.
Ballyclare Comrades ·
Ballymacash Rangers ·
Banbridge Town ·
Coagh United ·
Dergview ·
Dollingstown ·
Knockbreda ·
Lisburn Distillery ·
Moyola Park ·
Newry City ·
Oxford Sunnyside FC ·
Portstewart ·
Rathfriland Rangers ·
Strabane Athletic FC